# Jules Malou
Jules Malou (19 de outubro de 1810 – 11 de julho de 1886) foi um político belga. Ocupou o cargo de primeiro-ministro da Bélgica duas vezes não consecutivas.